# ヤニック・ニヤンガ
ヤニック・ニヤンガ（Yannick Nyanga、1983年12月19日 - ）は、フランスの元ラグビー選手。

## プロフィール
- コンゴ民主共和国(旧国名 : ザイール)・キンシャサ出身。
- ポジションはフランカー(FL)。
- 身長 187cm、体重 102kg
- フランス代表通算キャップ数は46。
- ワールドカップ2007・2015のフランス代表に選ばれた[1]。

## 略歴
ベジエ、トゥールーズ、2015年、ラシン92に加入。 
2018年、現役を引退した。 